# Monasterio de San Elías (Cisjordania)
El Monasterio de San Elías es un monasterio ortodoxo griego en el sur de Jerusalén en Israel, en una colina con vistas a Belén y Herodión.
El monasterio fue fundado en el siglo VI, dañado en un terremoto, y restaurado en 1160 con fondos donados por Federico I, emperador del Sacro Imperio Romano. Según la tradición cristiana, Elías se quedó aquí después de huir de la venganza de Jezabel. También se dice que es el lugar de entierro del obispo griego Elías de Belén, que murió en 1345, y San Elías, un monje egipcio que se convirtió en patriarca de Jerusalén en el año 494. 
En la Batalla de Ramat Rachel durante la guerra árabe-israelí de 1948, Mar Elías fue la base de la Legión Árabe. Durante la Guerra de los Seis Días, el ejército israelí invadió rápidamente las defensas jordanas en torno al monasterio en el camino a Belén y Hebrón.

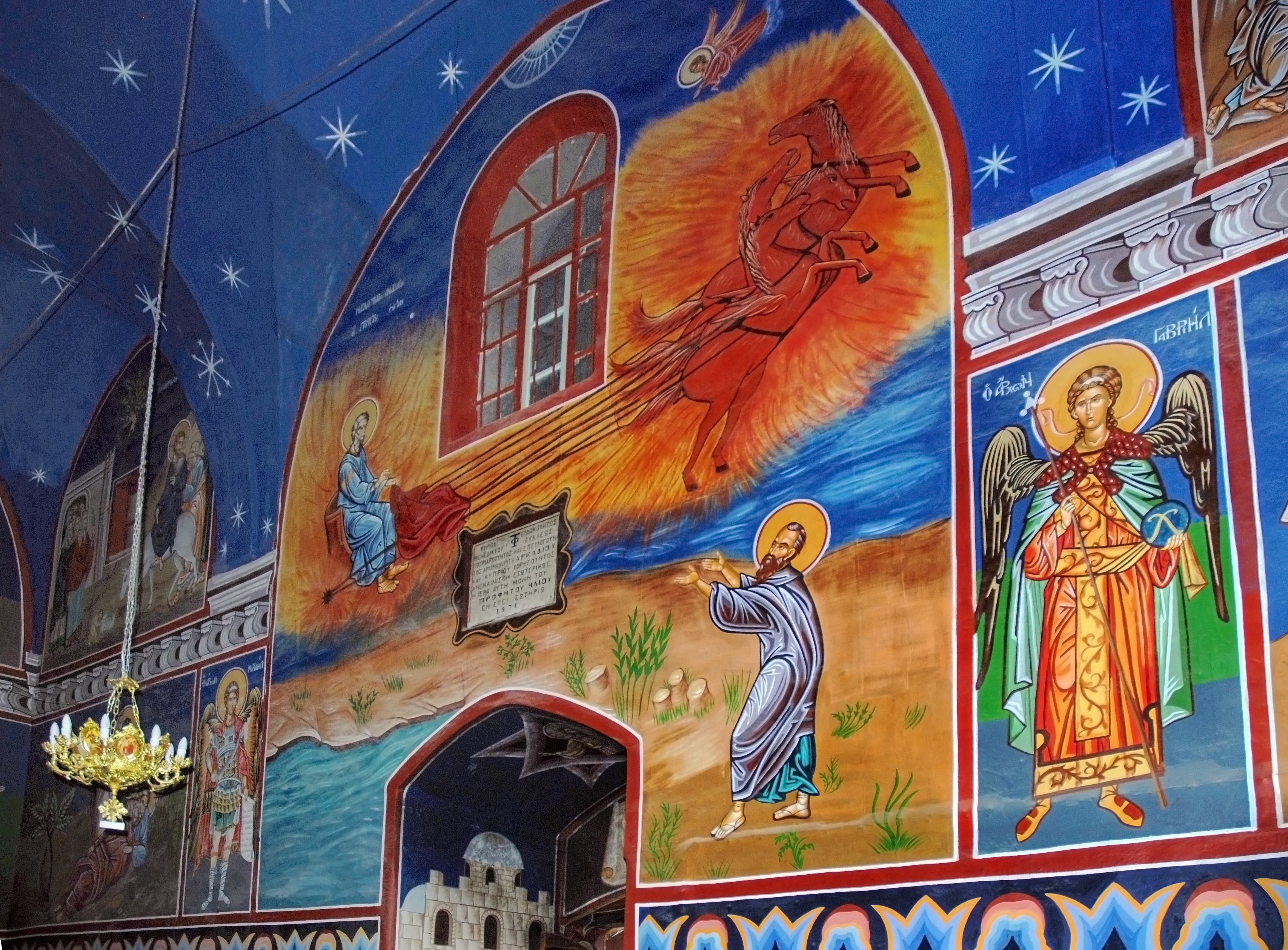
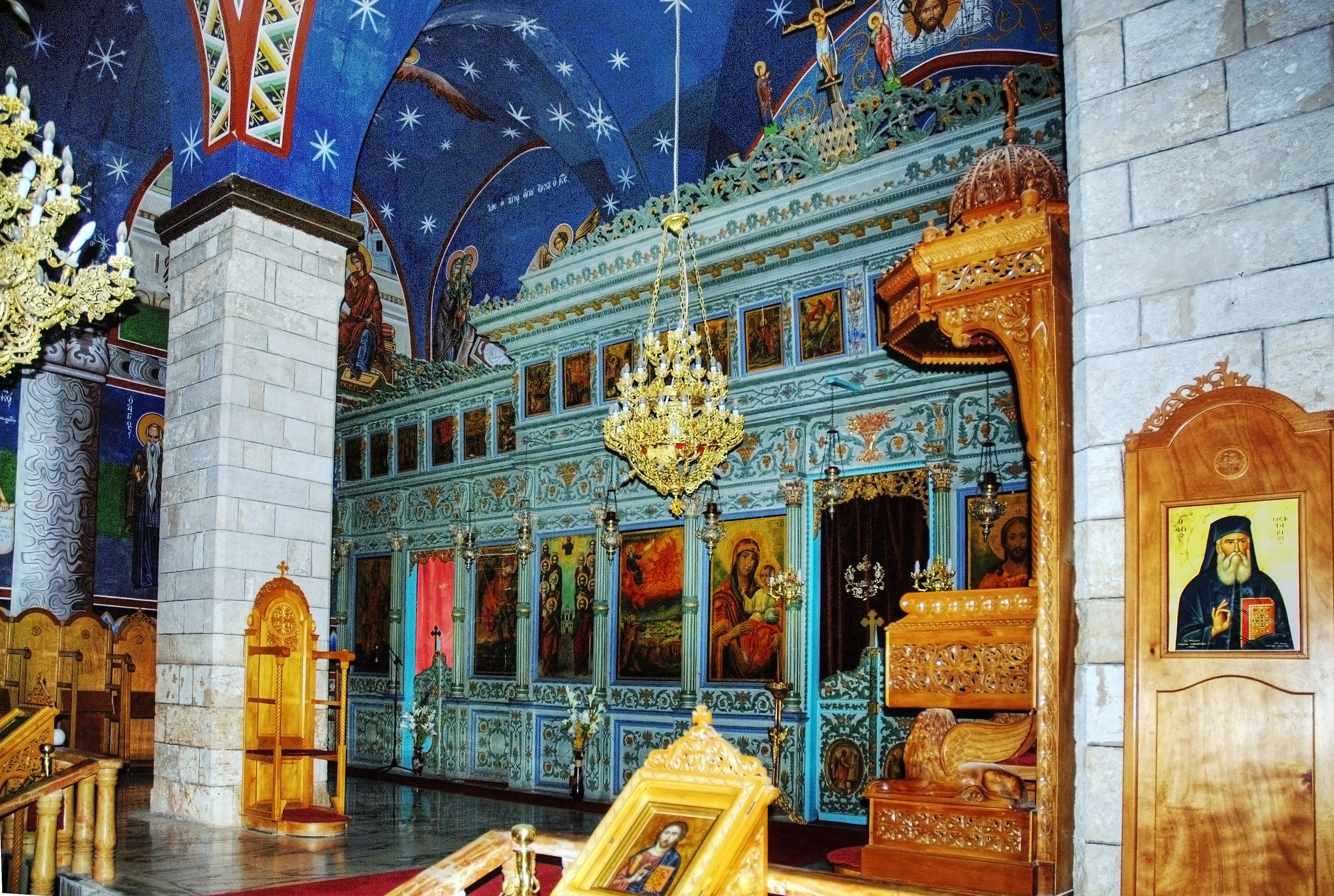
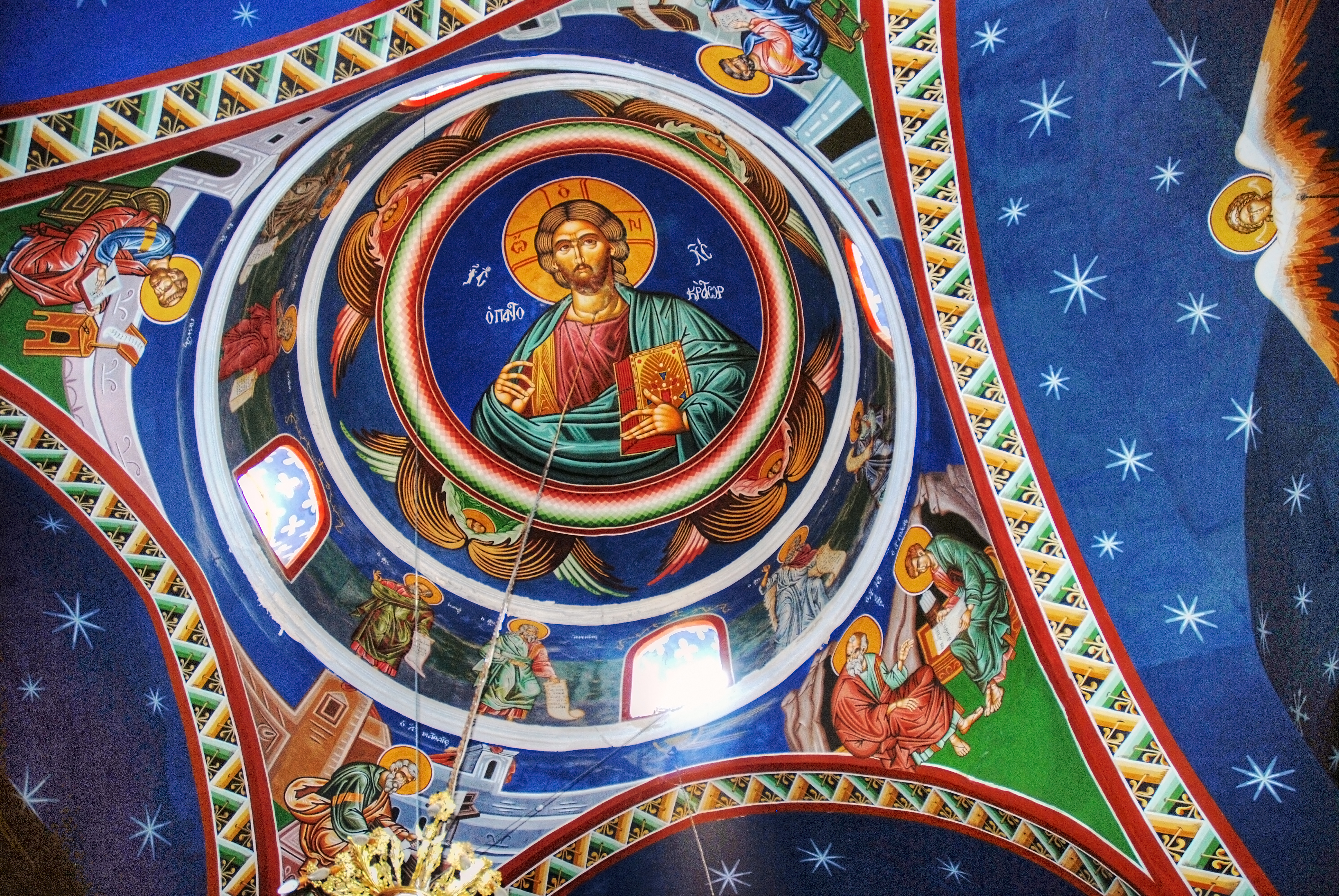
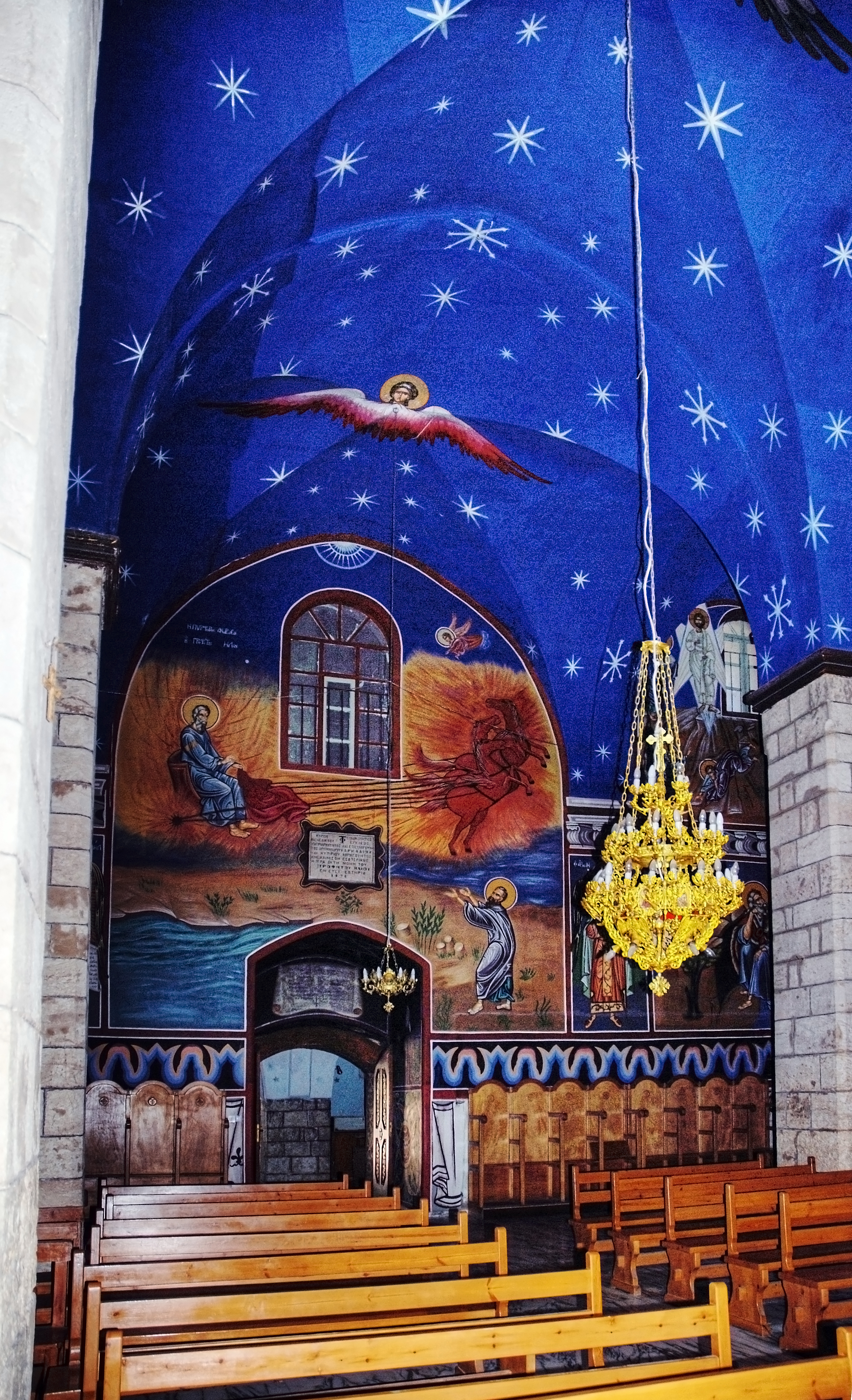